# Herman Myhrberg
Herman Joel Myhrberg (ur. 29 grudnia 1889 w Göteborgu, zm. 9 sierpnia 1919 tamże) – szwedzki piłkarz, reprezentant kraju grający na pozycji napastnika.

## Kariera klubowa
Podczas swojej kariery piłkarskiej Herman Myhrberg występował w Örgryte IS. Z Örgryte dwukrotnie zdobył mistrzostwo Szwecji w 1909 i 1913.

## Kariera reprezentacyjna
W reprezentacji Szwecji Myhrberg zadebiutował 6 listopada 1909 w przegranym 0-7 towarzyskim meczu z amatorską reprezentacją Anglii. W 1912 był w kadrze Szwecji na Igrzyska Olimpijskie w Sztokholmie. Na turnieju w Szwecji wystąpił w meczu z Holandią i w turnieju pocieszenia z Włochami. Ostatni raz w reprezentacji wystąpił 25 maja 1913 w przegranym 0-8 towarzyskim meczu z Danią. W sumie wystąpił w 10 spotkaniach, w których zdobył 2 bramki.
| Mecze i gole w reprezentacji | Mecze i gole w reprezentacji | Mecze i gole w reprezentacji | Mecze i gole w reprezentacji | Mecze i gole w reprezentacji | Mecze i gole w reprezentacji | Mecze i gole w reprezentacji |
| #                            | Data                         | Miasto                       | Przeciwnik                   | Gol                          | Wynik                        |                              |
| ---------------------------- | ---------------------------- | ---------------------------- | ---------------------------- | ---------------------------- | ---------------------------- | ---------------------------- |
| 1.                           | 06.11.1909                   | Kingston upon Hull           | Anglia am.                   |                              | 0:7                          | towarzyski                   |
| 2.                           | 11.09.1910                   | Oslo                         | Norwegia                     | Gol · Gol                    | 4:0                          | towarzyski                   |
| 3.                           | 18.06.1911                   | Solna                        | Cesarstwo Niemieckie         |                              | 2:4                          | towarzyski                   |
| 4.                           | 29.10.1911                   | Hamburg                      | Cesarstwo Niemieckie         |                              | 3:1                          | towarzyski                   |
| 5.                           | 16.06.1912                   | Oslo                         | Norwegia                     |                              | 2:1                          | towarzyski                   |
| 6.                           | 20.06.1912                   | Göteborg                     | Węgry                        |                              | 2:2                          | towarzyski                   |
| 7.                           | 29.06.1912                   | Sztokholm                    | Holandia                     |                              | 3:4                          | Igrzyska Olimpijskie         |
| 8.                           | 01.07.1912                   | Solna                        | Włochy                       |                              | 0:1                          | Igrzyska Olimpijskie         |
| 9.                           | 03.11.1912                   | Göteborg                     | Norwegia                     |                              | 4:2                          | towarzyski                   |
| 10.                          | 25.05.1913                   | Kopenhaga                    | Dania                        |                              | 0:8                          | towarzyski                   |